# Night of the Lepus
Night of the Lepus (també coneguda com Rabbits) és una pel·lícula de ciència-ficció de terror estatunidenca del 1972. dirigida per William F. Claxton i produïda per A. C.Lyles. Basada en la novel·la de ciència-ficció de Russell Braddon de 1964 The Year of the Angry Rabbit, la trama tracta d'una infestació de conills mutats.
La pel·lícula va ser la primera obra de ciència-ficció per al productor Lyles i per al director Claxton, tots dos procedents d'origen western. Els actors de personatges dels westerns en els quals la parella havia treballat van ser protagonistes, com Stuart Whitman, Janet Leigh, Rory Calhoun i DeForest Kelley. Rodada a Arizona, Night va utilitzar conills domèstics filmats contra models en miniatura i actors vestits amb disfresses de conill per a les escenes d'atac.
Àmpliament atacada pels crítics per la seva premissa tonta, la mala direcció, l'actuació fluixa i els efectes especials dolents, es considera que el major fracàs de la pel·lícula és la incapacitat de fer que els conills semblin aterridors. Night of the Lepus ha guanyat des d'aleshores l'estatus de pel·lícula de culte per la seva mala qualitat.

## Trama
El ranxer Cole Hillman demana l'ajuda del president de la universitat Elgin Clark per combatre milers de conills que han envaït la zona després que els seus depredadors naturals, els coiots, fossin exterminats. Elgin demana l'ajuda dels investigadors Roy i Gerry Bennett perquè respecten el desig de Cole d'evitar utilitzar cianur per enverinar els conills. Roy proposa utilitzar hormones per interrompre el cicle de cria dels conills i agafa alguns conills per experimentar. A un se li injecta un sèrum nou que es creu que causa defecte de naixement. No obstant això, la filla dels Bennett, Amanda, estima el conill injectat, així que el canvia per un del grup de control. Aleshores, Amanda rep el conill injectat com a mascota, però aviat s'escapa.
Mentre inspeccionen les antigues zones d'enterrament dels conills, en Cole i els Bennett troben una gran pista d'animals inusual. Mentrestant, el fill de Cole, Jackie, i l'Amanda van a una mina d'or per visitar l'amic de Jackie, Billy, però el troben desaparegut. Jackie troba més rastres d'animals al cobert d'en Billy, mentre l'Amanda entra a la mina i es troba amb un conill enorme amb sang a la cara. Cridant de terror, fuig de la mina.
Comencen a aparèixer cossos mutilats per la ciutat, inclosos els de Billy, un camioner i una família de quatre persones. Elgin, els Bennett, Cole i els dos ranxers de Cole, Frank i Jud, van a la mina per intentar matar els conills amb explosius. Mentre Elgin i Frank posen càrregues a la part superior de la mina, Roy i Cole entren al pou per obtenir evidències pictòriques. A l'exterior, un conill surt a la superfície i ataca a Jud abans que Gerry li pugui disparar. En Roy i en Cole escapen dels conills a la mina i corren a l'exterior mentre detonen els explosius.
Els explosius no aconsegueixen matar els conills, i aquella nit ataquen el ranxo de Cole, matant a Jud mentre Cole, Frank, Jackie i la mestressa de casa de Cole, Dorothy, escapen al refugi de tempestes. Els conills es dirigeixen a la botiga general, matant el botiguer Mildred i menjant i matant a tots els que troben a la petita ciutat de Galanos abans de refugiar-se als edificis durant el dia. Al matí, en Gerry i l'Amanda marxen per evitar la premsa que s'acosta, però s'enganxen en un tram sorrenc de carretera. Roy i Elgin posen al dia al xèrif Cody sobre la situació i, després d'adonar-se que els conills han escapat de la mina, truquen a la Guàrdia Nacional. A mesura que cau la nit, els conills deixen Galanos per continuar amb les seves destrosses, dirigint-se cap a la ciutat principal d'Ajo i menjant i matant a tothom al seu pas. Cole proposa utilitzar un tram de mitja milla d'ample de via de ferrocarril com una tanca per contenir i matar els conills. Recluten un gran grup de persones en un autocinema per ajudar a enluernar els conills amb els llums dels seus cotxes, amb l'ajuda del foc de la metralladora de la Guàrdia Nacional.
Milers de conills es dirigeixen cap a la trampa, on són disparats i electrocutats. Al final de la pel·lícula, Cole li diu a en Roy que els conills normals, més els coiots, han tornat al ranxo.

## Repartiment
- Stuart Whitman com a Roy Bennett
- Janet Leigh com a Gerry Bennett
- Rory Calhoun com a Cole Hillman
- DeForest Kelley com a Elgin Clark
- Paul Fix com el xèrif Cody
- Melanie Fullerton com Amanda Bennett
- Chris Morrell com a Jackie Hillman
- Chuck Hayward com a Jud
- Henry Wills com a Frank
- Francesca Jarvis com Mildred
- William Elliott com el Dr. Leopold
- Robert Hardy com el professor Dirkson
- Richard Jacome com a adjunt Jason
- Evans Thornton com el Major White
- Robert Gooden com a Leslie
- Don Starr com a Cutler
- David McCallum com a agent de policia

Isaac Stanford Jolley fa una aparició com a despatxador, mentre que Jerry Dunphy té un cameo com a presentador de notícies de televisió. DeForest Kelley i Paul Fix havien interpretat el mateix paper de cap mèdic (encara que personatges diferents) de l'USS Enterprise a Star Trek.

## Producció

### Desenvolupament
El guió de Night of the Lepus es va basar en la novel·la de ciència-ficció de l'autor australià Russell Braddon The Year of the Angry Rabbit (1964).
A. C. Lyles, conegut principalment per produir pel·lícules de western, faria de Night of the Lepus la seva primera i única producció de ciència-ficció. Per crear la pel·lícula, va reunir persones amb qui havia treballat en altres westerns. Gene R. Kearney i Don Holliday es van encarregar de convertir la novel·la en un guió. En fer-ho, van eliminar gairebé tots els aspectes de la novel·la (una comèdia negra, la trama de la qual es va centrar en que Austràlia dominava el món amb una superarma creada involuntàriament a través dels conills) i van traslladar el seu escenari d'Austràlia a Arizona.

### Rodatge
La fotografia principal va tenir lloc als Old Tucson Studios a Tucson, Arizona, un lloc conegut pel seu ús a les pel·lícules western. El rodatge va començar a finals de gener de 1972 i va concloure a principis de març.
Segons David Kalat de Turner Classic Movies, el director Claxton també provenia d'un entorn cinematogràfic western. En dirigir Night of the Lepus, va aplicar les mateixes tècniques utilitzades a les seves altres pel·lícules i va declinar l'ús d'efectes de terror "estàndards" que haurien millorat l'atmosfera, com ara "angles de càmera inclinats, ombres fosques [i] música estranya".
Rory Calhoun va ser elegit com a ramader Cole Hilman, el ranxo del qual seria l'inici de l'explosió del conill. Ben conegut per la seva obra western, Lepus el va posar en un territori desconegut ja que va ser el seu primer paper de ciència-ficció; no obstant això, va trobar familiaritat amb els adorns de les pel·lícules western i el seu paper com a ramader.
Janet Leigh, que va interpretar a Gerry Bennett, va acceptar el paper perquè el rodatge era a prop de casa, la qual cosa li va permetre viatjar els caps de setmana i permetent que la seva família la visités al plató. Tot i que va sentir que el guió "era ban llegit", es va negar a permetre que els seus dos fills fessin papers menors, ja que no volia que veiessin o formessin part de cap tipus de pel·lícula de terror. Més tard va dir que la pel·lícula no tenia un "director ideal" per donar vida al guió i que la pel·lícula va fracassar, en part, perquè era impossible crear una "amenaça de conillets".
Més tard va reflexionar: "Ningú em va posar una pistola al cap i va dir que ho havia de fer. El que ningú es va adonar va ser que, facis el que facis, un conill és un conill [riu]. Una rata, això pot ser amenaçador, també ho pot fer una granota. Aranyes, escorpins o caimans, tots podrien treballar en aquesta situació, i ho han fet. Però un conill?! Com pots fer que un conill amenaci?"
El seu company de The Rifleman l’actor Paul Fix va rebre el paper del xèrif de la ciutat assetjada, mentre que DeForest Kelley, que sovint protagonitzava els westerns, va ser elegit com a protagonista Elgin Clark, el president de la universitat que va demanar als investigadors que intentessin aturar els conills.
Els conills domesticats utilitzats diferien molt en aparença dels conills salvatges que estaven plagant el sud-oest en aquell moment. A Night, això s'explicava afirmant que descendien de conills escapats de granges recentment. Per representar els atacs de conills, es va utilitzar una combinació de tècniques. Per a algunes escenes, els conills van ser filmats en primer pla trepitjant estructures de miniatura a càmera lenta. Per a les escenes d'atac, tenien les cares untades de quetxup. En altres, els actors humans es mostraven vestits amb disfresses de conill.

## Estrena i recepció
Night of the Lepus es va estrenar als cinemes el 26 de juliol de 1972.
Originalment titulada Rabbits, Metro-Goldwyn-Mayer va canviar el títol i va evitar incloure conills a la majoria de materials promocionals per intentar mantenir en secret les criatures mutants destacades. Tanmateix, el propi estudi va trencar el secret amb l'emissió de materials promocionals temàtics de pota de conill abans del llançament.

### Contemporani
En un número de juliol de 1972 de The New York Times, Vincent Canby va escriure que no era una "pel·lícula especialment memorable", que era típica del gènere de terror de ciència-ficció i que va fallar perquè els conills, malgrat els intents de fer-los "aparèixer enormes i aterridors, encara semblen conillets de Pasqua".En un número d'octubre de 1972, el també crític Roger Greenspun la va criticar per no "fer ni tan sols intentar raonablement" por als conills, la seva dependència dels "tòpics cansats del monstre", la "mandra tècnica" en els seus efectes especials, la "història estúpida" i la "direcció tonta que deixa la pel·lícula" en els llimbs" entre una pel·lícula de terror i un conte de fades. Al Monthly Film Bulletin, Tom Milne sentia que Night of the Lepus va tenir un començament prometedor abans de passar a un "solc de terror ben gastat", com l'esforç per atrapar a Gerry i Amanda sols en una zona deserta per a un rescat d'última hora. En assenyalar que la pel·lícula tenia "un cert encant general i diverses seqüències sorprenents", va considerar que la pel·lícula hauria tingut més èxit si "tingués el coratge de les seves conviccions i el seu realisme". Com a exemple, assenyala l'escena després de l'atac al ranxo de Calhoun, en què Cole entra a la ciutat i els turistes es neguen a aturar-lo i recollir-lo perquè té una pistola. Aleshores, els turistes van al petit poble on els conills han matat a Mildred i s'amaguen a l'edifici de la botiga general. En lloc de convertir-se en les properes víctimes, la família l'anomena ciutat fantasma i se'n va. En la peça de 1977 Dark Dreams 2.0: A Psychological History of the Modern Horror Film, Charles Derry la va comparar amb les obres d'èxit anteriors Els ocells i Willard, especialment la primera, assenyalant que ambdues presentaven una "criatura adorable". Tot i que va sentir que els efectes especials eren pobres, va sentir la "Night of the Lepus" lligada amb èxit a les pors contínues de desequilibrar l'ecologia, amb els conills servint com a metàfora adequada per a les pors humanes. sobre superpoblació.

### Retrospectiva
Jeremy Wheeler, de AllMovie, va sentir que la pel·lícula era "tota bona, divertida sense voler" i "tonta en el seu nucli". En assenyalar que els efectes especials eren "evidents", va criticar el "diàleg veritablement odiós" i va remarcar que Leigh "s'hi desgrada" en aparèixer a la pel·lícula. A Stories Rabbits Tell: A Natural and Cultural History of a Misunderstood Creature, Susan E. Davis i Margo DeMello van considerar la pel·lícula com un "dibuixament entretingut", elogiant les circumstàncies "alarmantment realistes" darrere de les mutacions del conill, alhora que criticaven els efectes especials "notòriament mal fets" i els conills "brugeixen" durant els seus atacs. En qualificar-lo de "un dels pitjors moviments de la carrera" de Kelley i Leigh, van criticar el final en què tots els conills van ser assassinats, anomenant-los "víctimes inconscients... dels intents humans de controlar la natura". Al seu llibre Videohound's Horror Show: 999 Hair-Raising, Hellish, and Humorous Movies, el crític Mike Mayo va atacar la pel·lícula the film, titllant el guió de "coix", les escenes dels conills "saltant per aquí a escala H0 es posa en càmera lenta" humorísticament, i els conills no fan por. També va criticar els intèrprets principals, afirmant que la pel·lícula comptava amb un "grup d'actors de caràcter tan tal", excepte Leigh, que considerava una "estrella", i que tots feien "actuacions estàtiques".
John J. Puccio de DVDTown.com va pensar que Lepus hauria estat millor si hagués estat una parodia de terror intencionadament humorística, en lloc d'un intent legítim de fer una pel·lícula de terror amb conills assassins. En declarar que només va estar dos minuts a la categoria "tan dolenta que està bé", va trobar que els actors estaven "rígids i poc implicats" a l'hora de fer les seves línies, i que semblava més una "vella obra de televisió". que una pel·lícula de terror amb un farcit més lent que seqüències d'acció i els pocs fragments d'acció arruïnats per la "música "d'acció" més cursi possible". El crític de cinema d'AMC Christopher Null afirma que és famosa com "una de les pitjors pel·lícules que s'han fet mai". Critica durament a Claxton, sentint que "sembla totalment incapaç de fer que la pel·lícula sigui remotament aterridora, o fins i tot de tenir molt de sentit" i que els efectes especials dolents "fan que tota la pel·lícula sigui una gran broma". Revisant el títol per Classic-Horror.com, Julia Merriam va donar crèdit a Night of the Lepus per haver intentat ser un "eco-horror socialment conscient", però va criticar el ritme lent, el mal diàleg, la mala edició amb una gran dependència de metratges d'arxiu que no semblava ser de la mateixa pel·lícula, i accions de personatges sense sentit com entrar en una cova plena de conills només per fotografiar-los. També va criticar l'ús evident a la pel·lícula de persones amb vestits de conill, però va concloure que el seu major defecte era que "els conillets esponjosos no fan por".
A Horror Films of the 1970s, John Kenneth Muir va considerar que era una de les "pel·lícules de terror més ridícules mai concebudes", amb una mala barreja de terror i ecologisme que va donar lloc a que fos més que una comèdia. Va criticar els "efectes especials primitius", l'edició mal feta i els diàlegs risibles, i va assenyalar que si bé els conills i els actors rarament es veuen junts a la pantalla, els cineastes òbviament van utilitzar potes de conill falses i persones amb vestits de conill per a les poques escenes que demanaven interaccions entre humans i conills. Com la majoria dels crítics, va assenyalar que els conills eren "conillets simpàtics" en lloc de "criatures mutades amb ullals i malalts", però va sentir que els actors van fer el millor possible amb el material i els va elogiar per "[mantenir] cares rectes cares mentre s'oposen heroicament a l'embat dels conillets".

## Mitjans domèstics
La pel·lícula no va rebre un llançament de vídeo domèstic fins al 4 d'octubre de 2005 quan Warner Home Video la va publicar en DVD, amb les úniques característiques especials que eren el tràiler de la pel·lícula i diferents opcions d'idioma i subtítols. Després d'exhaurir-se d'impressió, la Warner Archive Collection va tornar a publicar-se en DVD-R el 10 de novembre de 2011.
Scream Factory lva llançar més tard un Blu-ray el 19 de juny de 2018.
Un VOD amb comentaris còmics de Michael J. Nelson, Bill Corbett i Kevin Murphy de RiffTrax (un la branca de Mystery Science Theatre 3000) es va estrenar el 7 de febrer de 2014.